# Майо-Кани (департамент)
Майо-Кани (фр. Mayo-Kani) — один из 6 департаментов Крайнесеверного региона Камеруна. Находится в южной части региона, занимая площадь в 5033 км².
Административным центром департамента является город Каэле (фр. Kaélé). Граничит с Чадом на юге, а также департаментами: Майо-Данай (на востоке), Диамаре (на севере и западе) и Майо-Лути (на юго-западе).

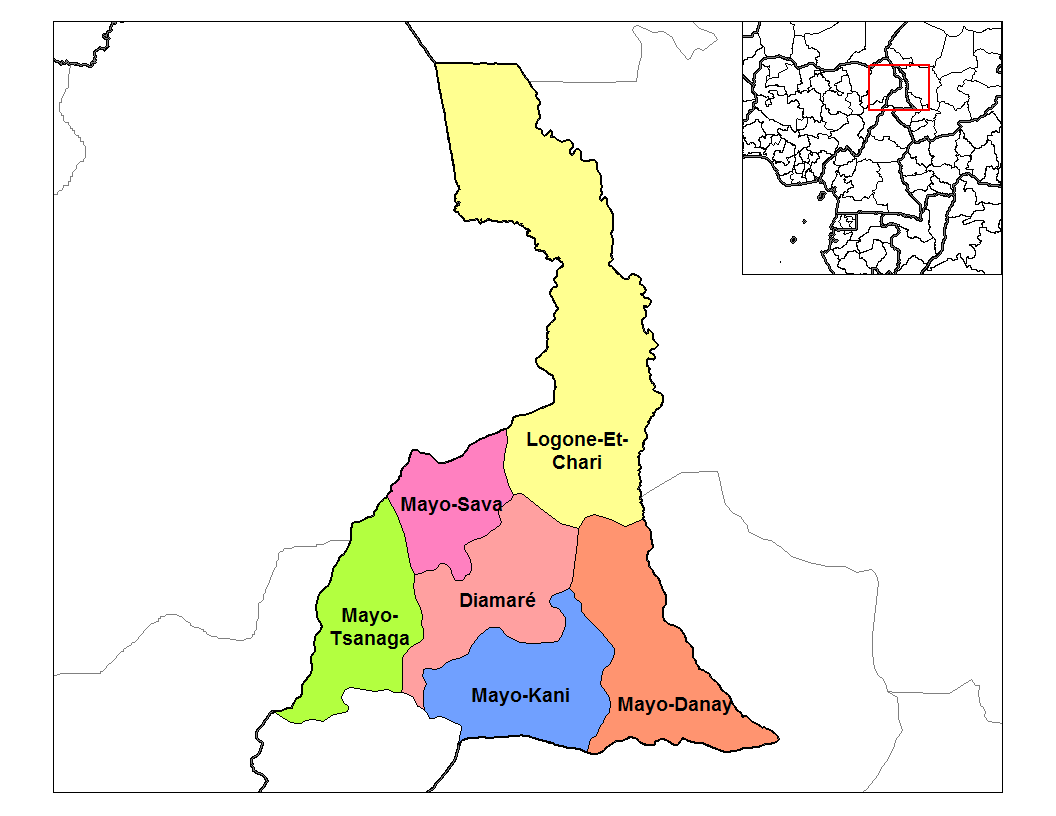
Департамент Майо-Кани на карте Крайнесеверного региона

## Административное деление
Департамент Майо-Кани подразделяется на 7 коммун:
1. Дзигуияо (фр. Dziguilao)
2. Гуидигуис (фр. Guidiguis)
3. Каэле (фр. Kaélé)
4. Миндиф (фр. Mindif)
5. Мулвудайе (фр. Moulvoudaye)
6. Мутурва (фр. Moutourwa)
7. Тулум (фр. Touloum)